# Comunicación intercultural

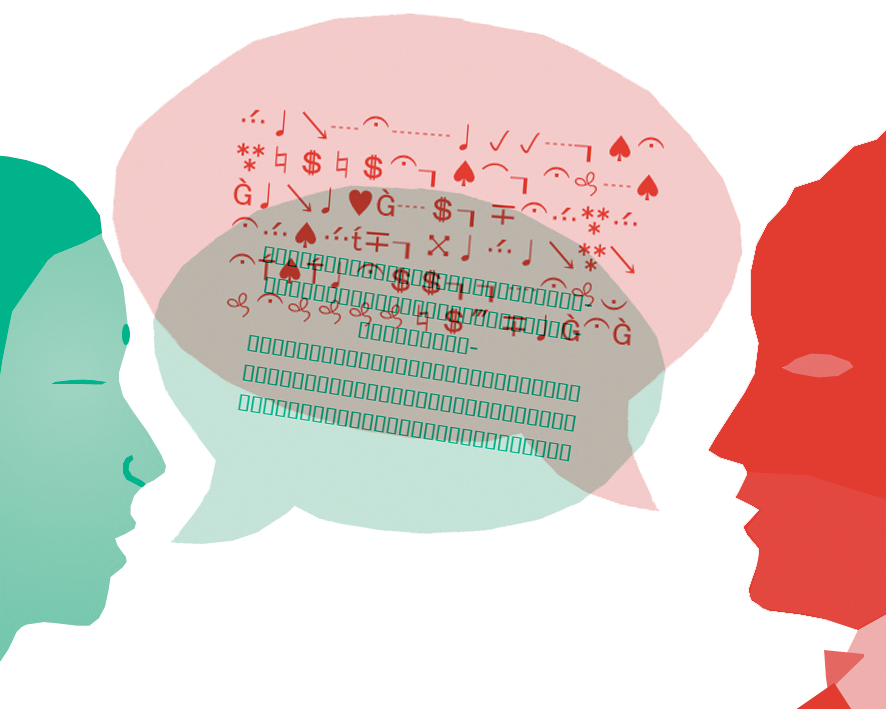
Conceptualización de los desafíos que se enfrentan en las comunicaciones interculturales, en cuanto a la conformación del mensaje y la recepción y comprensión, por individuos de diferentes culturas e idiomas.

La comunicación intercultural es una disciplina que estudia la comunicación entre diferentes culturas y grupos sociales, y cómo la cultura afecta la comunicación 
. La misma describe la amplia gama de procesos comunicacionales y problemas que surgen en una organización o contexto social conformado por individuos de diferentes religiones, entornos sociales y étnicos, y antecedentes educativos. En este sentido intenta entender cómo las personas de diferentes regiones, países y culturas actúan, se comunican y perciben el mundo en el cual están inmersos.
Muchas personas en el ámbito de la comunicación intercultural sostienen que la cultura determina cómo los individuos conforman los mensajes, qué medios utilizan para transmitirlos, y cómo interpretan los mensajes. Con respecto a la propia comunicación intercultural, analiza las situaciones en las que personas con diferentes bagajes culturales interactúan. Además del lenguaje, la comunicación intercultural se enfoca en los atributos sociales, patrones de pensamiento, y las culturas de los diferentes grupos de personas. Ello requiere comprender las diferentes culturas, idiomas y costumbres de las personas de otros países. 
La comunicación intercultural juega un rol en el ámbito de las ciencias sociales tales como la antropología, estudios culturales, lingüística, psicología y ciencias de la comunicación. La comunicación intercultural es considerada una de las plataformas esenciales sobre las que se desarrollan los negocios y el comercio internacional. A este respecto existen varias organizaciones que ofrecen servicios de apoyo intercultural para ayudar a desarrollar habilidades comunicacionales interculturales. La investigación ayuda a comprender los ejes que determinan las habilidades de comunicación entre culturas y cómo hacer para desarrollarlas. La comunicación intercultural es en cierto sentido la 'interacción con hablantes de otras lenguas y culturas en igualdad de condiciones y respetando sus identidades'.
La identidad y cultura también son estudiados dentro del ámbito de la comunicación para analizar cómo la globalización influye en las formas de pensamiento, creencias, valores, e identidad, dentro y entre entornos culturales. Los especialistas en comunicación intercultural consideran que las teorías necesariamente deben incluir aspectos dinámicos y no consideran que la cultura sea algo que pueda medirse ni que las culturas compartan ciertos atributos universales. Los estudios afirman que la cultura y la comunicación se modifican siguiendo el compás de los cambios en las sociedades y las teorías deben considerar la evolución constante y los matices de la sociedad.
El estudio de la comunicación intercultural requiere comprender y valorar las diferencias culturales y la dinámica entre culturas. Si bien el idioma es un importante elemento cultural muy vinculado al entendimiento intercultural, no es un elemento exclusivo de la comunicación intercultural, puesto que deben tenerse en cuenta otros aspectos, como la comunicación y expresividad corporal, la gesticulación. En el caso de las nuevas tecnologías, se deben considerar otros elementos como colores, disposición de los elementos en la interfaz u otros .

## Historia
La asimilación cultural forzada fue muy común en los imperios coloniales europeos de los siglos XVIII, XIX y XX. Las políticas coloniales con respecto a la conversión de religión, la eliminación de niños, la división de la propiedad comunitaria y el cambio de roles de género afectaron principalmente a América del Norte y del Sur, Australia, África y Asia. La asimilación voluntaria también ha sido parte de la historia que se remonta a la Inquisición española de finales del siglo XIV y XV, cuando muchos musulmanes y judíos se convirtieron al catolicismo romano como respuesta al enjuiciamiento religioso mientras continuaban en secreto sus prácticas originales. Otro ejemplo es cuando los europeos se mudaron a los Estados Unidos.
Al concluir la Segunda Guerra Mundial y comenzar los procesos de descolonización, se produjo un cambio. La creación de la Sociedad de las Naciones en 1920 y de la ONU en 1945 puso de manifiesto la necesidad de la comunicación entre los distintos pueblos y culturas. Los Estados Unidos, como potencia hegemónica de la época, y dentro del contexto de la guerra fría, estaba muy interesada en cimentar su influencia exterior. Así pues, la comunicación intercultural se convirtió en un instrumento estratégico importante.
En la década de 1960, en los Estados Unidos, este campo de estudio recibió un doble empuje. Uno endógeno, propiciado por la reivindicación de algunas minorías de su propia cultura, como es el caso de los afro-norteamericanos. El otro, inicialmente exógeno, tuvo su origen en las guerras en el sudeste asiático que supuso no solo un contacto con las culturas de estos países, sino también que una gran cantidad de personas de Camboya, Laos y Vietnam se refugiaran en los EE.UU. A estos flujos migratorios hay que añadir los de los países latinoamericanos. Por esta época también se rompe la visión etnocéntrica que consideraba que el problema del desarrollo podía resolverse aplicando mecánicamente el sistema político y económico occidental en el tercer mundo.
En la década de 1970, en los Estados Unidos, la comunicación intercultural se fue consolidando como una disciplina académica, y pronto en otros países también se iniciaron estudios en este campo. Y se potenciaran los estudios de comunicación interpersonal en detrimento de la comunicación de masas. De hecho, en muchas definiciones de comunicación intercultural solo se tiene en cuenta la comunicación interpersonal.

## Aproximaciones
La capacidad de realizar comunicación intercultural se refiere a la habilidad de una persona u organización o empresa de poder trabajar en forma constructiva y eficaz entre distintas culturas y evitar errores y contratiempos por choques culturales ya sea con clientes, colaboradores o proveedores extranjeros. Saber cómo detectar las diferencias culturales entre las personas y su interlocutor extranjero, es la mejor forma para tener una ventaja competitiva importante en el mundo globalizado.

## Modelos teóricos
La Comunicación Intercultural es considerada una Comunicación Interpersonal donde intervienen personas con referentes culturales diferentes, pero percibidos como simétricos que, motivadas a un encuentro intercultural, superan algunas de las barreras para así poder llevar a cabo esta comunicación de forma eficaz. Entre los modelos planteados para su tratamiento, se destacan:

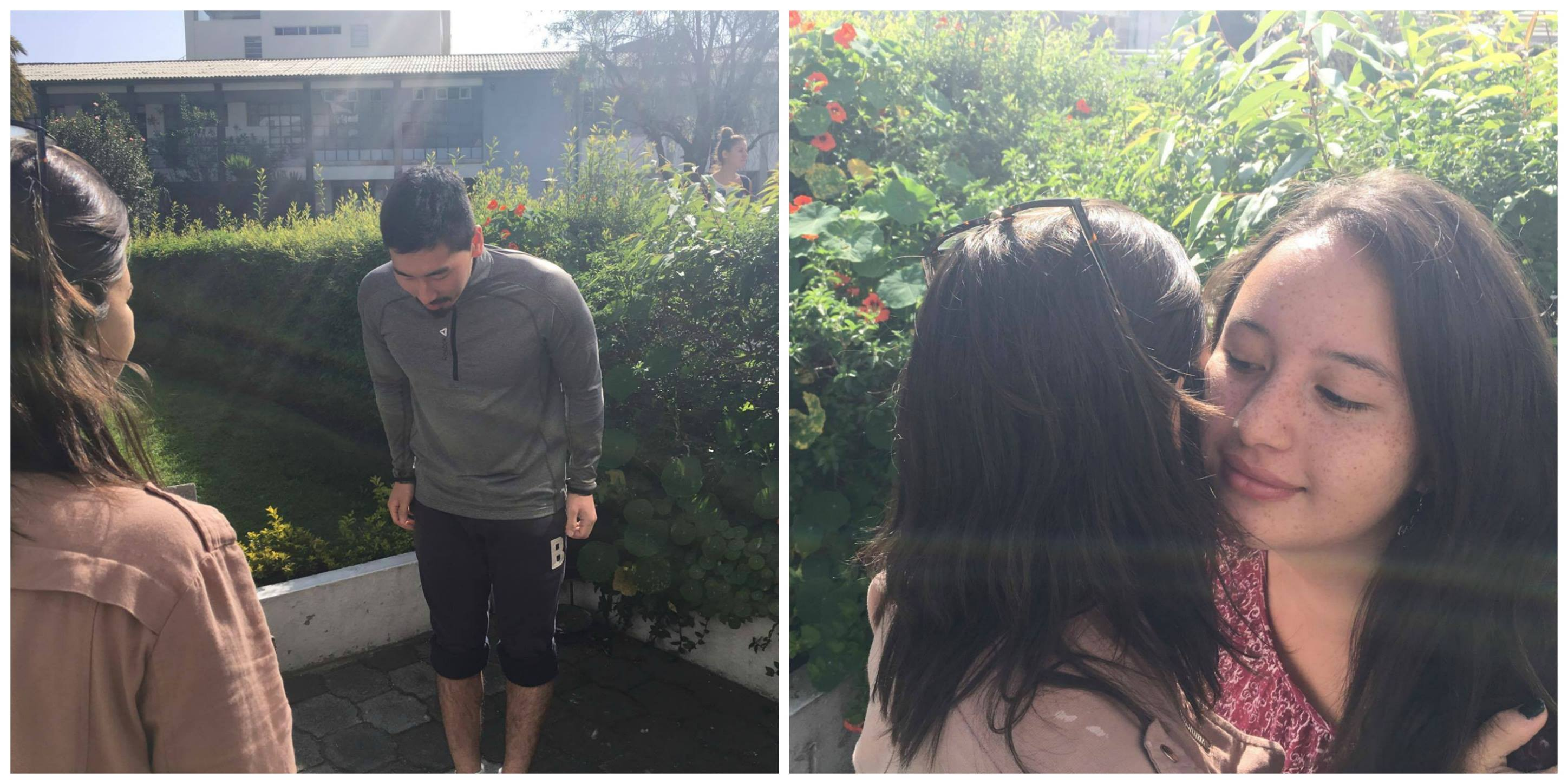
Foto tomada Noviembre de 2016. apreciación del papel del lenguaje no verbal.

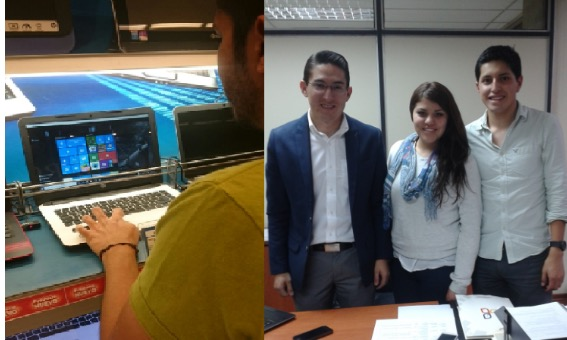
Canales preferentes de Comunicación

### Teorías basadas en elpapel del lenguaje
Teoría de la Gestión Coordinada de Significados y Regla
El objetivo de la comunicación es la coordinación, que da sentido y coherencia a los participantes. La gestión de significados compartidos supone asignar una única interpretación al mensaje por parte de cada participante. Las reglas tienen un papel destacado, pues ayudan a las conversaciones y en la interpretación de lo que los otros comunican. La gestión coordinada del significado se refiere a cómo los individuos establecen y utilizan esas reglas comunicacionales. Las transacciones de información dependen del significado personal e interpersonal. Este proceso se lleva a cabo mediante dos tipos de reglas: reglas constitutivas que definen el significado, y reglas regulativas que guían el comportamiento.
Teoría retórica
El hecho retórico es un fenómeno comunicativo del que forman parte el orador o la oradora que pronuncia el discurso, quienes oyen el discurso y el propio discurso, así como el canal de la comunicación, el código, el referente del discurso y el contexto de la comunicación. La explicación del hecho retórico puede hacerse con la ayuda de la adaptación a la retórica del hecho lingüístico, es decir, de su contexto.
Aristóteles en su "Retórica" explica la comunicación que actualmente designamos como semiótica. El discurso consta de quien lo pronuncia, de aquello sobre lo que se habla y de quien lo oye (Aristóteles, Rhet.: 1358a39- 2 1358b8) supone una discursivización del conjunto del hecho retórico. La implicancia del propio discurso en estos tres componentes es una prueba del dinamismo que según Aristóteles es inherente al discurso y a la comunicación retórica.
Mensajes directos e indirectos
Los canales por los que se transmite un mensaje son vistos de distinta manera según se exprese el emisor, estos pueden ser mensajes de contenido directo o indirecto. Para ilustrar:
- Los angloparlantes prefieren utilizar canales escritos de comunicación debido a que son culturas con preferencia a los procesos. Estas culturas se adaptan rápidamente a los avances tecnológicos, sistemas y productos gracias a su orientación a los resultados. Además, los bajos costos de Internet de alta velocidad y la facilidad de envío de información resultan ser canales escritos que caracterizan eficiencia en Estados Unidos y Europa Occidental. Los angloparlantes prefieren emitir un mensaje de manera concreta con contenido directo, el mismo que pasa de ser una idea o un pensamiento a un hecho. Esta dirección del mensaje hace que se lo tome como sincero y evita la mala interpretación de los receptores.

- Relaciones y sentimientos son los canales más utilizados en países como Grecia, Italia, Malasia, Indonesia y lugares de Medio Oriente. El lenguaje escrito tiene menos relevancia para estas culturas. Una comunicación personal es esencial en la comunicación de estas culturas. En cuanto a las culturas que prefieren comunicarse con canales intrapersonales, el contenido del mensaje es desglosado después de un preámbulo o introducción con el fin de atrapar la atención del receptor. Si se emite un mensaje directo en estas culturas este es percibido como rudo, grosero o abrupto.

Formación de las habilidades comunicativas del individuo en el entorno social

La cultura es factor determinante en la creación de relaciones interpersonales. Es por esto que se la ha tomado como una fuente de programación mental, la cual interviene en el proceso de adaptación y desarrollo en un entorno cultural diferente. Existen tres aspectos a considerar dentro de la composición del comportamiento del ser humano: naturaleza humana, cultura, y personalidad. La naturaleza humana es heredada y se conoce como instinto, no se aprende. La cultura es aprendida y es propia de un grupo específico de personas. La personalidad es en parte heredada y en parte aprendida, es intrínseca al individuo y sus características dependen del entorno social y familiar.

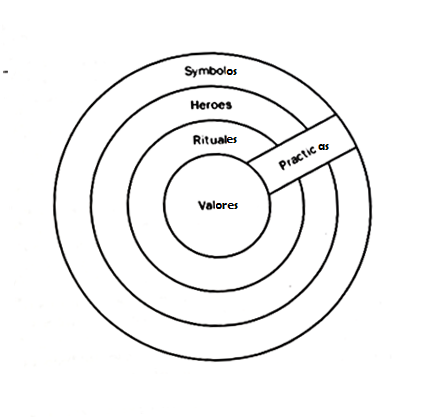
Manifestaciones culturales

La adaptación a un nuevo entorno cultural está compuesta por los siguientes factores: patrones de comportamiento, ambiente social y percepción del individuo. Cada uno de estos factores se manifiesta en diferente medida siguiendo las bases culturales del individuo. En primer lugar, la manifestación más profunda son los valores, estos se pueden evidenciar en los patrones de comportamiento e interacción. En segundo lugar, los rituales que son costumbres exclusivas de la cultura. En tercer lugar, los héroes; estos son personajes emblemáticos que han marcado la cultura de cierta manera. En la parte más superficial de las manifestaciones culturales tenemos a los símbolos, la utilización de palabras o expresiones propias de una zona. Todas estas capas de manifestaciones culturales están unidos para la práctica de los mismos; es decir, el comportamiento basado en las manifestaciones.
La adaptación del individuo basada en las manifestaciones culturales y la programación mental es la base de la comunicación intercultural, por lo cual tiene innumerables campos de aplicación, sea en negocios o relaciones diplomáticas.

### Teorías basadas en laorganización cognitiva de los actores
Psicolingüística
La psicolingüística trata los procesos cognitivos implicados en la comprensión y la producción de mensajes; propone la creatividad lingüística para producir y comprender basándose en reglas y normas. Estudia las funciones que el lenguaje desempeña en:
- Producción: La transformación de información dentro de la mente en sonidos, señas o letras.
- Comprensión: Interpretación del mensaje emitido, sea verbal o escrito.
- Adquisición: La transmisión de lenguas (Adulto a niño).
- Trastornos: Problemas transitorios dentro del sistema de producción del habla y la comprensión.

Se analiza el rol del lenguaje en el desarrollo del pensamiento del individuo. Para Piaget, los pensamientos tienen su raíz en la acción, y la transformación del pensamiento se desarrolla simultáneamente con la adquisición del lenguaje. Es decir, las señales verbales están vinculadas estrechamente con un juego de símbolos, imitaciones e imágenes mentales. Aparte del lenguaje existen, como formas de simbolismo individual, la imitación diferida y las imágenes mentales, las cuales se derivan de la imitación, que es considerado para Piaget como un término de peso entre las conductas representativas y las conductas sensorio-motrices.
Identificar los efectos de la psicolingüística ha sido uno de los mayores desafíos de las investigaciones en este campo. Sus variables a ser consideradas son: la frecuencia de las palabras y su duración, la edad de adquisición, entre otros. Estas variables crecen y cambian a lo largo del tiempo, por lo que escoger variables puede provocar problemas ya que muy pocas contienen datos exactos e incambiables. Es importante estar conscientes de que la gran parte de los estudios al respecto, están abiertos a diversas interpretaciones. Varios autores han incurrido en la tarea de definir el concepto de psicolingüística. Xavier Frías la define como una disciplina cuyo objetivo es entender cómo se produce y entiende el lenguaje, y del mismo modo, cómo se lo pierde. Para esto, se incurre en el entendimiento de los procesos implicados en el lenguaje, sus aspectos evolutivos y patológicos. La psicolingüística exige tres reglas lingüísticas: las sintagmáticas, las paradigmáticas y las pragmáticas. De la misma manera, sus pilares constituyen la biología y la computación
Constructivismo
Su principal exponente, Jean Piaget, aporta una visión constructivista de los esquemas mentales proponiendo una participación por parte de la cultura a la hora de organizarlos. La construcción e interpretación de los significados y acciones de los demás presupone una gran variabilidad según el contexto cultural. Además esta teoría se propone estudiar los mecanismos mentales primordiales y mantiene que después de desarrollar la inteligencia senso-motriz, el individuo será capaz de adquirir el lenguaje. El constructivismo defiende que el lenguaje no se hereda, sino se transmite, el único aspecto que se hereda dentro del proceso de aprendizaje del lenguaje es la capacidad con la que el individuo nace para que pueda adquirir el lenguaje. Dentro del proceso de transmisión del lenguaje el individuo se ve influenciado por varias entidades como la familia y la escuela, estos factores determinaran el uso y aprendizaje.
Siendo una teoría filosófica, trata de explicar el problema del conocimiento y su origen, por medio de una análisis ontogenético del problema del conocimiento. El estudio del niño, se convierte pues, en un instrumento para dar paso al pensamiento del adulto. Este construye pensamientos sobre él mismo y quienes lo rodean, del mundo y de los objetos, por medio de un proceso de continuo intercambio. Esta teoría tiene por objetivo el descubrimiento de las formas del pensamiento, su evolución y adaptación. Se defiende a la vez, la continuidad funcional para llegar a niveles elevados de funcionamiento intelectual. De la misma manera, según esta teoría, el sujeto debe actuar para llegar a su construcción del conocimiento. La inteligencia, es, por su lado una herramienta para acumular, clasificar y corregir la información del exterior. La objetividad, a los ojos del constructivismo, nos es algo dado, sino algo que se construye. Se distinguen tres estructuras relacionadas con la inteligencia y su estructura coherente. Estos son: Inteligencia sensoriomotora, inteligencia representativa e inteligencia formal. Estas representan una forma de equilibrio diferente a las demás, y cumplen las propiedades de secuencialidad, integración, estructura de conjunto y descripción lógica.
Teoría de la atribución social
Esta teoría es un método que, según el autor de The Psychology of Interpersonal Relations (Psicología de las relaciones interpersonales) Fritz Heider, se utiliza para evaluar la manera en que las personas perciben el propio comportamiento y el de otras personas. Este comportamiento está determinado por los factores interno y externo. El primero tiene que ver fundamentalmente con un factor de fuerza interior los cuales están dentro del control de la persona (Heider, 1958). Este comportamiento no es influenciado, limitado o totalmente determinado por influencias fuera de su control. Por otro lado, la casualidad se asigna a un factor o a una fuerza exterior los cuales no están en el control de la persona.
Se basa en el supuesto que las personas intentan determinar las razones que le llevan a alguien a hacer lo que hace, atribuyendo causa a ese comportamiento. Estas atribuciones pueden ser tanto internas como externas. La primera hace referencia a factores intrínsecos de la persona, como carácter, o personalidad. La segunda se da como causa de las acciones de alguien, a la situación en la que esta se encuentra. Esta teoría ha sido también usada para explicar la diferencia entre motivacionales entre personas de altos logros y personas de bajos logros, y la reacciones que cada uno de estos actores tienen ante las circunstancias presentadas antes ellos.

### Teorías que responden alanálisis del proceso comunicativo

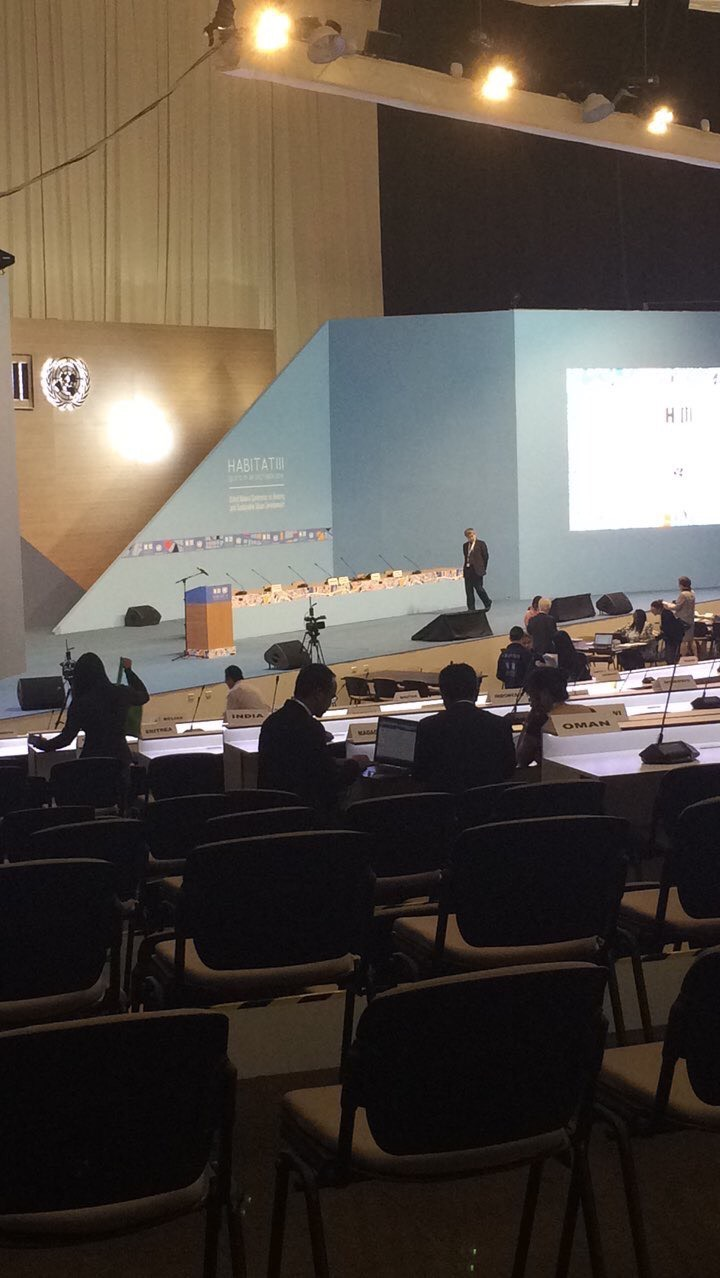

#### Factores Socio-Económicos
Los patrones emergentes de la comunicación global han promovido una cultura del consumidor que es apoyada por marcos globales e internos. Estas dimensiones culturales o marcos globales han promovido una cultura socioeconómica que a su vez potencia la interacción entre culturas (Mowlana 1996). La comunicación global ha sido un vehículo de intercambio social y económico entre los países. Este intercambio resultó como un nuevo orden mundial o establecimiento de una economía de libre mercado. Un nuevo establecimiento mundial que permitió la expansión de un proceso de comunicación global que de alguna manera ha aumentado y fortalecido a las minorías en la comunidad internacional, dándoles una afinidad con la cultura occidental (Mowlana, 1996).
Teoría de la reducción de la incertidumbre y la ansiedad
Existen dos teorías que proponen el control de la ansiedad que se produce en el momento inicial del encuentro intercultural y que dificultaría la comunicación. 
La primera es conocida como ¨Teoría de la Interacción Inicial¨ iniciada por Charles Berger.
El objetivo de esta teoría es disminuir la incertidumbre entre extraños que entablan su primer contacto en el transcurso de su relación. Para ilustrar, existen dos subprocesos utilizados por las personas que sienten la necesidad de explicar y predecir los primeros encuentros de los mismos.
El primero es la predicción que es una capacidad mediante la cual las personas proveen las opciones de comportamiento que se dispone la persona a una relación con otro individuo. El segundo, es la explicación, que es el intento de interpretar las acciones del otro individuo con el que se establece una relación.
La segunda teoría es llamada "Gestión de Incertidumbre" que fue planteada por William Gudykunst que describe los encuentros entre personas extranjeras.
Se explica que debe existir una comunicación efectiva para minimizar malentendidos. Para ello Gudykunst propone que ambos sentimientos (ansiedad e incertidumbre) son dependientes del grado de diferencia entre el miembro local de una cultura y un extranjero. Aunque menciona que cuando existe un mínimo nivel de ansiedad e incertidumbre es positivo para la comunicación debido a la motivación para mejorarla. En síntesis, el autor afirma que para una comunicación fluida se necesitan tres cualidades: motivación, conocimiento y habilidad para manejar con efectividad los dos sentimientos y asegurar un buen comportamiento en la comunicación.

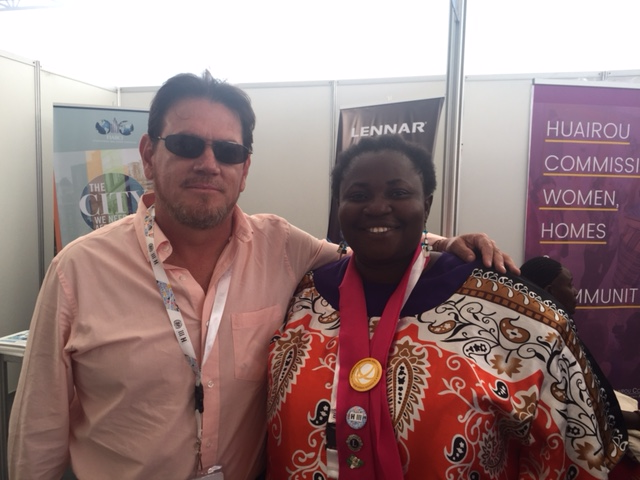
Primer encuentro entre hombre latinoamericano y mujer africana en Quito, Ecuador Habitat III. Representa la incertidumbre de conocer una persona de otra cultura en ambos individuos y la percepción del rol entre hombres y mujeres en su respectiva sociedad

En relaciones interculturales esta teoría se aplica en el estudio de la Desigualdad de Género. Para ejemplificar, se observa el comportamiento y el grado de incertidumbre y ansiedad de los individuos de diferentes culturas con el rol de hombres y mujeres en la sociedad a la que pertenecen y con sociedades extranjeras

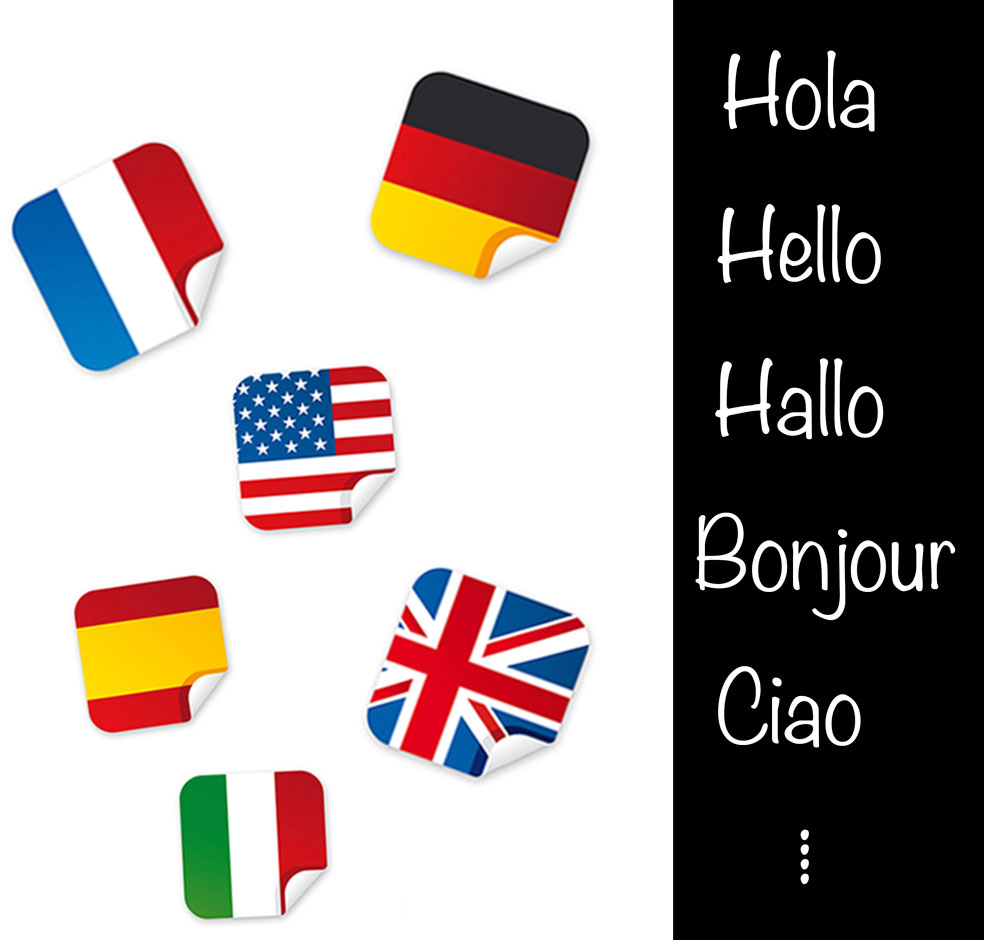
Saludar en diferentes idiomas es una herramienta fundamental para la comunicación intercultural.

Teoría de la adaptación comunicativa transcultural
Describiría y explicaría que la forma de adaptarse a la nueva cultura es necesaria la capacidad para recibir la información del nuevo contexto cultural, aprender la lengua y la habilidad necesaria para enfrentarse a nuevas normas y significados. Según sus autores, Kim y Gudykunst (1987), es imprescindible tener la capacidad para recibir y procesar efectivamente la información de la sociedad receptora, capacidad que estos autores llaman competencia comunicativa. Esta competencia se divide a su vez en tres tipos de competencia: la cognitiva, la afectiva y la operacional. La primera se refiere al conocimiento de la cultura y la lengua del país de acogida, la competencia afectiva se refiere a la capacidad de motivación para enfrentarse a los diferentes retos (habilidades para entender, empalizar…), y la competencia operacional se refiere a la capacidad para actuar.

### Teorías que consideran eldesarrollo de relaciones interpersonales

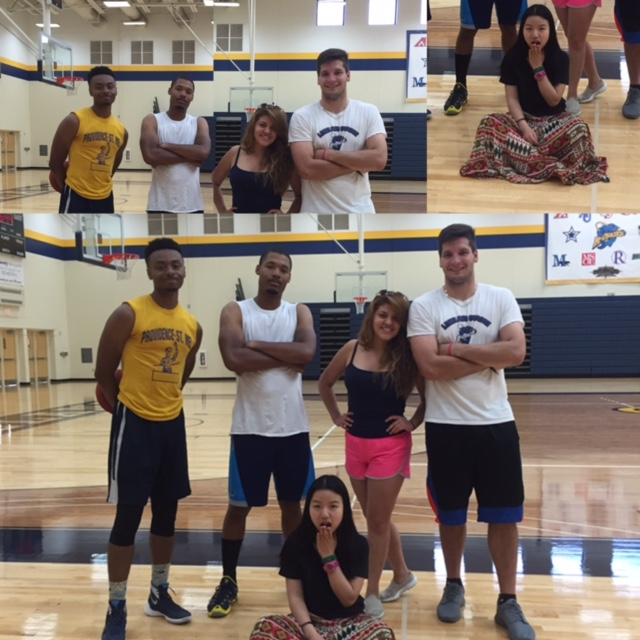
Picture taken at Lakeland College, Wisconsin (USA) 2016

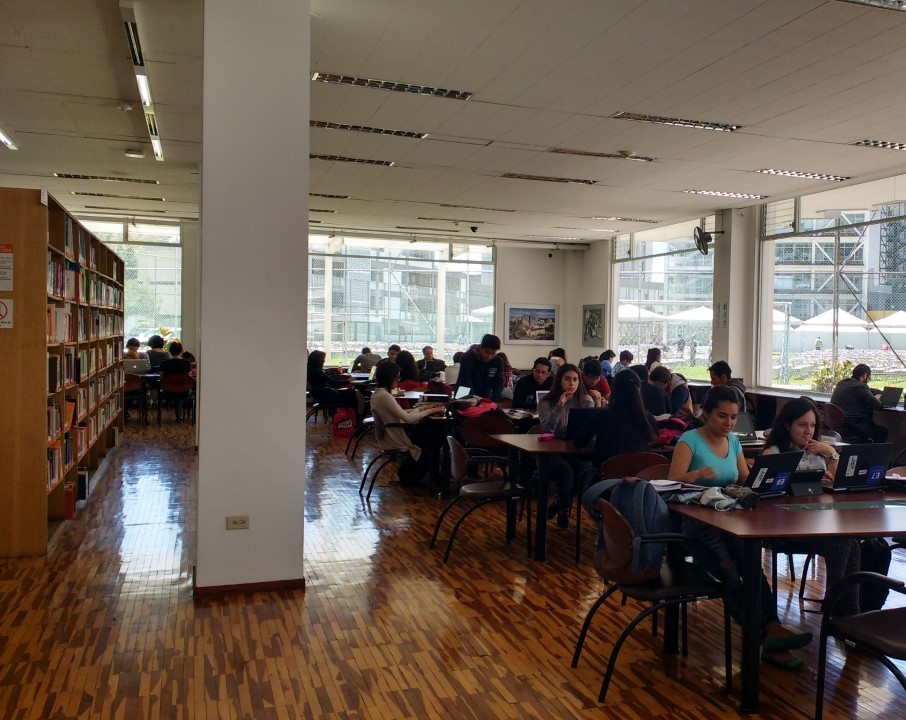
Esta fotografía tomada en la biblioteca de la PUCE, indica una sociedad colectiva, ya que los estudiantes son parte de un grupo para poder realizar sus actividades.

Las relaciones son el resultado del proceso de comunicación entre las partes. Toda relación atraviesa un proceso comunicacional de cuatro fases: el desarrollo, el mantenimiento, el proceso cognitivo, y la influencia. La primera fase, desarrollo de la relación, establecerá los principios bajo los cuales la relación se desenvolverá en un futuro. Sin un correcto desarrollo no existirá relación alguna, por ello es imperativo alcanzar el máximo nivel de comunicación posible entre individuos desde el nacimiento de la relación. Tres teorías tratan de explicar el comportamiento humano al comienzo de cualquier relación: la teoría de la penetración social, teoría de la reducción de incertidumbre, y la teoría del intercambio cultural.
La teoría de la penetración social busca entender el desarrollo de una relación entre individuos. La teoría propone una evolución de la relación - desde un principio en donde la comunicación es superficial hasta un estado de intimidad y confianza en la relación. La intimidad supera el aspecto físico, y abarca aspectos intelectuales, emocionales y la medida en la que dicha pareja comparta diversas actividades.
La teoría posee cuatro premisas básicas o hipótesis. Estas son: las relaciones evolucionan de no íntimas a íntimas (aunque en algunos casos pueden mantenerse en un punto medio), el desarrollo relacional es generalmente sistemático y predecible, el desarrollo relacional incluye la despenetración y la disolución, y la autorrevelación está en el núcleo de la relación - autorrevelación entendida como el proceso involuntario de revelar a otros información de naturaleza importante sobre uno mismo. Así, el proceso de penetración social cuenta con cuatro etapas sistemáticas:
1. Orientación: revelar pequeñas partes de información sobre nosotros mismos a los otros
2. Intercambio afectivo exploratorio: momento en el que se expande lo privado hacia lo público; emerge la personalidad de la persona
3. Intercambio afectivo: comunicación espontánea y uso de giros personales, que suponen un mayor compromiso con el otro. Es en esta fase cuando las relaciones se vuelven únicas.
4. Intercambio estable: comunicación eficiente; establecimiento de un sistema estable de comunicación. Existe total espontaneidad, honestidad y confianza. Hay pocos errores o malentendidos, y se mantiene un sistema de comunicación propio.

La teoría de la reducción de incertidumbre, establece que cuando dos extraños se encuentran, su principal preocupación es reducir la incertidumbre, o hacer que la predictibilidad de sus conductas crezca. La incertidumbre se entiende como un proceso cognitivo que condiciona los pensamientos sobre el otro, y la ansiedad como el componente emocional en situaciones que pueden tener consecuencias negativas anticipadamente,
Se proponen dos tipos de incertidumbre: la conductual y la cognitiva. La primera se refiere al grado en el que un comportamiento es predecible en una situación dada, mientras que la segunda hace referencia al grado de incertidumbre relacionado con nuestras creencias y pensamientos sobre nosotros y los demás. La teoría se basa en el supuesto de que la incertidumbre, está siempre presente al inicio de cualquier relación por lo tanto es el objetivo a ser solucionado, ya que su presencia es incómoda. La meta de los participantes en la relación es por tanto tratar con dicha incertidumbre hasta que se vuelva tolerable o inexistente. El principal medio para reducir la incertidumbre es la comunicación. El intercambio de información vuelve la relación más cómoda a lo largo del tiempo, dependiendo de lo que se revele.
En la teoría del intercambio social se infiere que las personas ven las relaciones personales como un mercado. Las personas tratan de predecir los resultados de las interacciones antes de que sucedan, e intentan calcular el costo y beneficio de las interacciones para así elegir las acciones que les serán de mayor provecho. Durante el intercambio las personas buscan maximizar sus ganancias y minimizar sus costos, siendo así las relaciones positivas aquellas en las que las recompensas son mayores que los costos.
- Teorías Aplicadas en una Negociación.

Actualmente, las empresas han decidido participar activamente en un contexto internacional de mercado, y de este modo adquirir más aceptación y reconocimiento a nivel nacional. Hoy en día se han abierto muchos acuerdos multilaterales para que se puedan hacer más negociaciones interculturales tales como el TLC, el NAFTA, en países de América Latina, la CAN o la UNASUR. Estos permiten acotar distancias tanto culturales como geográficas y de esta manera existe una mayor facilidad en el contacto de cliente y vendedor.
Gracias a las tecnologías y la globalización los aspectos económicos, sociales, políticos y culturales la negociación es más amplia, porque es un intercambio de ideas que de una manera u otra se internacionalizan
Al momento de una negociación en un contexto intercultural, los valores culturales juegan un rol muy importante al momento de persuadir las decisiones de la contraparte. Es por esto que es muy importante analizar la cultura en el momento de negociar.

## Valores Culturales
Es indispensable tomar en cuenta valores culturales como las 5 dimensiones de Hofstede, ya que de esto depende el futuro de las decisiones. La cultura colectiva es ; La cultura colectiva es la toma de decisiones del equipo de 1. Analyzing the negotiation process, 2. Enhancing your persuasiveness, 3. Understanding International Law.

### Teoría de los valores culturales de Schwartz
La teoría de los valores de Shalom Schwartz, surge de la psicología social y se enfoca principalmente en las corrientes de investigación del campo de la cultura política. Schwartz plantea estructuras de valores multidimensionales que son diferentes en los niveles individual y societal.
Adicionalmente, Schwartz enfatiza que los valores:
- Pertenecen a estados finales de ser conductas deseables.
- Trascienden situaciones específicas.
- Guían la selección o la evaluación de la conducta.
- Están ordenados por su importancia relativa para un individuo o una cultura.
- La identificación de aspectos universales del contenido de los valores y de su estructura hace posible investigar aspectos culturales específicos.
De esta manera, dicha teoría considera que las dimensiones culturales de los valores reflejan los temas básicos o los conflictos que la sociedad debe enfrentar con el objetivo de regular la actividad humana. Según Schwartz, estos problemas básicos son: la naturaleza de las relaciones entre individuo y el grupo, garantizar un comportamiento responsable entre las personas con el fin de que ayude a preservar las sociedades y mantener una relación de la especie humana con la naturaleza y el mundo social.
Para analizar la solución de estos tres problemas sociales básicos, manifiesta que existen siete tipos de valores culturales que son los siguientes
Tradicionalismo, Autonomía Intelectual, Autonomía afectiva, Jerarquía, igualdad, destreza y armonía.

### Valores Culturales y el Desarrollo Económico
Siguiendo la tesis weberiana, Gudykunst analizó el impacto de la modernización sobre las orientaciones motivacionales del individuo, motivación de logro, y de éstas sobre el desarrollo económico . Gudykunst estudió el desarrollo económico de 18 naciones modernas y el nivel de motivación de logro expresado en los libros que se leían en los colegios públicos de estas naciones.
Los resultados mostraron que las naciones que contaban con una mayor motivación de logro presentaban mayores porcentajes de desarrollo económico, medido en variables macroeconómicas.
Posteriormente, este mismo autor verificó que esta relación estaba relacionada por el efecto indirecto que la educación, ya sea de tipo público o privado, tenía sobre el desarrollo. Más recientemente, Hofstede ha relacionado las condiciones económicas con los valores del individualismo.
En este trabajo se correlacionan condiciones económicas antecedentes con los valores del individualismo unos años más tarde y estos mismos valores con condiciones económicas posteriores; el factor del tiempo es determinante para la comparación. El autor encuentra que ambas relaciones eran significativas pero que el desarrollo económico es más responsable del individualismo que éste del desarrollo económico.

### Valores Culturales y su Convergencia en América Latina
La multiplicidad étnica y cultural de los habitantes de América Latina se integran en un conjunto de valores culturales, administrativos y políticos que han sido impuesto por sus conquistadores y colonizadores. Es por esto que los valores culturales del dominador han sido tomados como instrumentos de liberación política y cultural del dominado. Según Huntington tal como lo cita Sopeña, la cultura y sus valores, más que la política, es lo que determina el progreso de las naciones y el ser humano en general. Estos valores culturales, podría decirse incluso que son los que dan forma a los políticos. Pues las instituciones, la gobernanza y el Estado funcionan mejor cuando dichos valores sirven como base para una interacción correcta y efectiva. Es ahí cuando el desarrollo se mide por la capacidad de los países en saber utilizar provechosamente ese bagaje de conocimiento disponible.
Sin embargo, en América Latina la preeminencia idiosincrática en la cultura de la región se halla en rasgos comunes como la trasgresión a las normas, cierto nivel de omnipotencia o autoritarismo, que junto a la capacidad creativa para adaptarse a situaciones críticas causan incidencia en el desarrollo de determinadas conductas en el latinoamericano mediatizadas por la propia estructura de la personalidad del mismo. La capacidad del ser humano, para hacer frente a las adversidades de la vida van de la mano con valores culturales que determinan su resiliencia. Y es por eso que cuando se habla del desarrollo humano, el énfasis debe hacerse en cuanto al promover el potencial humano en lugar del posible daño que pueda causar, y así dichos factores y valores determinan al individuo y su ambiente social, superando la adversidad y que desembocará en una sociedad y una región desarrollada.

## Comunicación verbal
La comunicación verbal consiste de mensajes emitidos y recibidos continuamente entre la persona que habla y su interlocutor, es de importancia la manera en la cual se formulan los mensajes. La comunicación verbal se basa en el idioma y el uso de la expresión, el tomo con el cual el que habla establece la comunicación puede determinar cómo se recibe el mensaje y en que contexto.Este tipo de comunicación permite que las personas puedan expresar sus ideas, emociones, experiencias, conocimientos, información, etc. 
Factores que afectan la comunicación verbal:
- Tono de voz
- Uso de palabras descriptivas
- Énfasis en ciertas frases
- Volumen de la voz

La forma en que se recibe un mensaje depende de estos factores ya que ellos le permiten interpretar al receptor de mejor manera cual es el significado del mensaje. Si se enfatiza una determinada frase mediante el tono de la voz, se indica la importancia y la necesidad de prestar especial atención.
Además de estos atributos, la comunicación verbal va acompañada de elementos no verbales. Estos otros elementos hacen más claro el mensaje y le indican al interlocutor la forma en que la información debe ser receptada. Entre los elementos no verbales se encuentran: las expresiones faciales, los gestos de las manos, el uso de objetos, y el movimiento del cuerpo.

## Comunicación no verbal
Existe un tipo de canales de comunicación que no requieren del intercambio de palabras. Se ha estimado que dependiendo de la cultura entre el 65 al 90% de la comunicación es no verbal, y su importancia varía ampliamente entre culturas. La comunicación no verbal incluye el contacto visual, la expresión facial, los gestos de las manos, el uso del espacio físico y el silencio. Este tipo de comunicación puede afectar la emisión y recepción del mensaje debido a que no todas las culturas se manifiestan a través del lenguaje corporal, haciendo que el mensaje no se comunique con éxito durante la conversación. La actitud relativa de la cultura hacia el tiempo se considera parte de la comunicación no verbal. La comunicación no verbal es un aspecto esencial en desarrollo de una negociación.

### Contacto visual
Muchas investigaciones han registrado diferencias en el comportamiento de los ojos cuando se habla y se escucha entre culturas. El contacto visual es un destacado factor de comunicación no verbal y es considerado un elemento importante del proceso de escucha activa. La mirada está relacionada con el estado de ánimo de las personas, por lo que un buen control de la misma es fundamental para una comunicación efectiva.
Aun cuando se puede aprender a controlar el lenguaje no verbal para no mostrar los sentimientos, los ojos pueden delatar a la persona. Por ejemplo, las pupilas se dilatan cuando algo es atractivo, y el nivel de contacto visual puede determinar si lo que el interlocutor está diciendo es aburrido o desagradable. El contacto visual es un buen regulador de la comunicación y existen ocasiones donde se convierte en el mensaje en sí.
La mirada establece compromiso o agrega credibilidad al mensaje. En ocasiones se dice que cuando el interlocutor no mira a los ojos a su contra parte, es que oculta algo, lo que crea desconfianza en el receptor. En efecto, durante una conversación, se recomienda mantener un contacto visual directo entre un 40 y 60% del tiempo total.
El contacto visual varía de acuerdo a la jerarquía de una persona. Esta comunicación por medio de la ojos puede ser directa o indirecta en la cual el contacto visual directo indica que en la conversación entre dos o más personas existe confianza al momento de comunicarse por lo que esta comunicación se desarrolla en el mismo nivel de jerarquía mientras que el contacto visual indirecto muestra una comunicación que indica respeto hacia el superior.
El contacto visual sirve también para hacer sentir a la otra persona que se desea establecer un proceso de comunicación. Sin embargo la manera en la que se realiza esta interacción se encuentra influenciado por principios culturales. Por ejemplo, en China, el contacto visual directo con el interlocutor se entiende como una falta de respeto, mientras que, en el Reino Unido se establece una interacción visual solo con personas de confianza.
En el caso de la mayoría de las culturas occidentales para lograr que el proceso de comunicación con la mirada se lleve de la mejor manera posible se recomienda que se mire al locutor directamente a los ojos y que se espere que este haga lo mismo. Además, se debe observar de frente y evitar miradas laterales. Es importante también que se alterne el contacto visual con miradas reflexivas y se mantenga la concentración en las palabras del emisor. Por último, se debe atender a la personalidad de la contra parte y su contexto cultural para no incomodar al mismo.

### Expresiones faciales
Las expresión faciales son un complemento de comunicación que permite expresar emociones a través del cuerpo. Las combinaciones de movimientos en el rostro de los ojos, cejas, labios, nariz y mejillas ayudan a expresar diferentes estados de ánimo en un individuo. La pose de la cabeza y la mirada también desempeñan un papel importante en la expresión del afecto y en la comunicación de las señales sociales. La pose y las expresiones faciales también juegan un papel en la expresión de orgullo y vergüenza, por ejemplo, el mentón levantado y la mirada activa denotan orgullo, mientras que el rostro inclinado y la mirada perdida denotan vergüenza.
Las expresiones faciales son un factor importante en la comunicación intercultural, dado que éstas varían de una cultura a otra y pueden generar malos entendidos. Por ejemplo, cuando alguien se siente avergonzado después de cometer un error, en China, la gente puede reírse. Personas de occidente puede pensar que se están riendo de ellos y el error que han cometido y además sentirse humillados. Sin embargo, en realidad, la risa en China en ese contexto quiere significa "no importa", y muestra su sentido del humor para evitar momentos incómodos, sin burlarse de los errores de los demás. Es por eso que en una negociación, las personas que no conocen esta información pueden enojarse y romper la cooperación empresarial. Algunas expresiones faciales pueden ser similares en todas las culturas, no obstante, su frecuencia, ocasiones aceptables e interpretación de la emoción están específicamente orientadas a la cultura. Por todo ello es importante entender el valor de la cultura y la intención inicial de la expresión facial en la interacción intercultural.

### Gestos de las manos
En ciertas culturas los gestos de las manos y su posición, son indicadores de lo que siente una persona. Un ser humano es capaz de reflejar lo que piensa o lo que siente con su postura, y un factor muy importante es el gesto de las manos. Para su correcta interpretación es preciso conocer la cultura de los interlocutores, ya que diversas culturas poseen gestos característicos que pueden no tener el mismo significado en otras culturas. 
El llevar la mano a la cara, y la distancia y fuerza que se aplica al momento de estrechar las manos, puede expresar importantes mensajes implícitos.
El movimiento de las manos indica la condición en la que se encuentra la persona. Por ejemplo, mientras más se mueven las manos, se muestran más ansias y nervios por parte de esa persona, así como el temblor de las manos muestra nerviosismo. Asimismo, existen gestos que contienen significados ambiguos o de doble sentido. Un ejemplo es el tener las palmas de las manos sobre los antebrazos y mantener los pulgares arriba. El tener las palmas de las manos en ese lugar, muestra una actitud y posición defensiva, mientras que el tener los pulgares arriba a muestra una actitud positiva.

### El saludo y el uso del espacio
El uso del espacio en la conducta de saludo suele ser coherente con otras comunicaciones no verbales dentro de cada cultura.
• Inclinación: En Japón, inclinarse es una parte integral de la conducta de saludo adecuado, al extremo que no es raro ver a empresarios en Tokio hacer una reverencia cuando hablan con la otra persona por teléfono celular.
• Manos juntas: En la cultura hindú, el gesto de "namaste" (manos juntas y cabeza rápidamente inclinada) indica respeto por alguien de rango. El "wai" tailandés y el "nop" laosiano tienen apariencias y funciones similares.
• Apretón de manos: Si bien los apretones de manos fuertes pueden ser la norma en culturas como los Países Bajos y los Estados Unidos, un apretón de manos más suave y ligero es habitual en Francia, India y muchos países asiáticos.
• Besos: Algunas de las culturas mediterráneas practican el "abrazo" en saludar a las personas de ambos sexos, lo que puede implicar abrazos y palmaditas. Además, algunas culturas eslavas y europeas «besan al aire» en las mejillas alternantes. En América Latina, generalmente los saludos son de apretones de manos o de besos en las mejillas.
Silencio: El silencio y el ritmo del lenguaje varían dependiendo de lo que enseña la cultura. Es decir, la pausa apropiada entre una pregunta y una respuesta o una declaración y una respuesta puede variar ampliamente. En algunas culturas, la comunicación verbal se superpone. En otras culturas, puede haber un segundo o varios segundos entre la pregunta y la respuesta o la declaración y la respuesta. El silencio -o la falta de él- es una parte poderosa de la comunicación no verbal Munter, Mary M. (2011) .
Generalmente en América Latina. el silencio si conlleva a una respuesta de la contraparte. Dependiendo el ámbito pero el silencio si tiene mensajes tras de él.

### Tiempo o Cronémica
La cronémica estudia el papel del tiempo en la comunicación. La cronémica comprende observaciones y teorías interrelacionadas del uso del tiempo por parte del hombre como una elaboración especializada de la cultura, la forma en que se percibe y valora el tiempo, cómo se estructura el tiempo y cómo reacciona el ser humano a los marcos de tiempo de la comunicación. En todas las culturas, la percepción del tiempo juega un papel importante en el proceso de comunicación no verbal. Las percepciones del tiempo incluyen la puntualidad, la voluntad de esperar y las interacciones. El uso del tiempo puede afectar el estilo de vida, las agendas diarias, la velocidad del habla, los movimientos y el tiempo que las personas están dispuestas a escuchar. La forma en que las diferentes culturas perciben el tiempo influye en la comunicación.
Las culturas a veces se consideran monocrónicas o policrónicas.

#### Culturas Monocrónicas
Un sistema de tiempo monocrónico significa que las cosas se hacen una a la vez y el tiempo se segmenta en unidades pequeñas y precisas. Bajo este sistema el tiempo es programado y gestionado. Como el erudito en comunicación Edward T. Hall escribió sobre el punto de vista estadounidense del tiempo en el mundo de los negocios, "el programa de tareas es sagrado". Hall dice que para las culturas monocrónicas, como la cultura estadounidense, "el tiempo es tangible" y se considera una mercancía donde "el tiempo es dinero" o "el tiempo se pierde". El resultado de esta perspectiva es que los estadounidenses y otras culturas monocrónicas, como la alemana y la suiza, dan un valor primordial a los horarios, las tareas y tener el trabajo hecho a tiempo. 
Estas culturas utilizan horarios reglamentados y pueden considerar que aquellos que no se suscriben a la misma percepción del tiempo incurren en una falta de respeto. Las culturas monocrónicas incluyen Alemania, Estados Unidos, Reino Unido, Turquía, Corea del Sur, Taiwán, Japón, Canadá, Suiza, y los países escandinavos.

#### Culturas Policrónicas
Un sistema de tiempo policrónico es un sistema en el que se pueden hacer varias tareas a la vez, y se toma un enfoque más fluido para programar el uso del tiempo.
Las culturas policrónicas contrastan con las culturas monocrónicas. A diferencia de la mayoría de las culturas de Asia occidental y Asia Oriental, las culturas latinoamericanas, africanas, del sur de Asia y árabes utilizan sistemas policrónicos del tiempo. Estas culturas están menos enfocadas en la precisión del tiempo para cada momento. Como señala Raymond Cohen, las culturas policrónicas están profundamente inmersas en la tradición y las relaciones en lugar de en las tareas.
La cultura policrónica está más enfocada en las relaciones, en lugar de mirar el tiempo. No tienen ningún problema en llegar tarde a un evento si están con familiares o amigos, porque la relación es lo que realmente importa. Como resultado, las culturas policrónicas tienen una percepción menos formal del tiempo. No están regidos por calendarios y horarios precisos. De hecho, las culturas que utilizan el sistema de tiempo policrónico a menudo programan múltiples citas simultáneamente, por lo que mantenerse en el calendario es una imposibilidad.

## Obstáculos de la Comunicación Intercultural
La comunicación es esencial para el ser humano y a pesar de ser una parte cotidiana de nuestras vidas, nos enfrentamos a ciertas dificultades para este proceso. Existen casos en los que la comunicación no es eficaz a pesar de los esfuerzos que pongan el emisor y el receptor.
Las interferencias sobre un proceso de comunicación eficaz y eficiente, también llamadas barreras, son producto de nuestra condición humana o de circunstancias ambientales externas fuera de nuestro control. La comunicación intercultural abunda en malentendidos y estados de incomprensión, ya que las personas con diferencias culturales evalúan e interpretan de diferente manera un mismo mensaje y por ende actúan de manera distinta a la esperada.
Según Gumperz situaciones donde surgen los malentendidos ocurren de manera más frecuente en el proceso de comunicación intercultural ya que pueden desencadenarse en la percepción, en la interpretación y en la evaluación de las situaciones interculturales. Un ejemplo de estas situaciones puede darse en la llegada a un país extranjero del que no tenemos previo conocimiento, en esta situación intercultural nuestra percepción será diferente de las personas originarias del país. Interpretaremos el contexto extranjero de acuerdo a nuestra visión interna y evaluaremos la situación con base en nuestro pensamiento, más no en la realidad en la que nos encontramos. Las diferentes causas para estos malos entendidos se dividen en dos: obstáculos personales y obstáculos contextuales. Los primeros son aquellos obstáculos referentes a los aspectos o características de las personas y los segundos son aquellos que hacen referencia a las especificidades de la situación o del contexto.

### Obstáculos personales
Son aquellos obstáculos relacionados con la persona que interactúa en el proceso de comunicación intercultural en relación a factores como el desconocimiento, la falta de habilidades culturales y la desmotivación. Estos factores se pueden desarrollar debido a la incapacidad de lograr entendimiento lingüística y conceptualmente, de intercambiar mensajes con significados comunes aceptados por ambas partes, ya que existen códigos profundos que solo los más iniciados de cada lengua y cada disciplina pueden descifrar.
Un elemento cognitivo que es una barrera para la comunicación intercultural es el modo de percibir y procesar la información por parte de cada persona. Mediante la percepción los individuos seleccionan, organizan y evalúan los estímulos que provienen de su entorno, la percepción es inexacta, selectiva y es el resultado de un proceso aprendido culturalmente, por lo cual es la cultura la que otorga el significado para interpretar lo que percibimos y de esta manera se manifiesta el proceso de atribución, lo cual también puede generar malos entendidos en la comunicación dado que existen distintos procesos de atribución de significados. Por ejemplo, en el momento en el que surgen diferencias interculturales las personas tienden a mostrar una actitud de proyección de similitud, ya que las personas tienden a sentirse más cómodas por las similitudes que por las diferencias que puedan existir entre ellos.
Una persona puede comunicarse con otra aceptando un cierto grado de malentendidos, pero si estos aumentan entonces la comunicación se tornara muy difícil por lo cual es necesario desarrollar la capacidad de metacomunicarse es decir tener la facilidad de expresar lo que realmente se quiere decir, el ser capaz de metacomunicarse significa hablar del sentido de nuestros mensajes, pero no solo de lo que significan sino incluso de que efectos se supone deberían causar.
Para evitar estos tipos de obstáculos personales y minimizar las barreras y desencuentros que puedan impedir la comunicación intercultural, debe existir un cierto grado de interés por las culturas distintas de la propia y de esa manera evitar un “choque cultural” .

### Obstáculos contextuales
La relación comunicativa intercultural puede ser afectada por las características que diferencian una cultura de otra, tales como música, arte, tradiciones e idioma, debido a que pueden ocasionar asperezas entre los intervinientes. Mientras más amplias son las diferencias culturales, las competencias interculturales son puestas a prueba en mayor medida
El ejemplo del prejuicio racial, históricamente vinculado a las desigualdades de poder, tiende a agudizarse a causa de las diferencias económicas y sociales entre los individuos.
Otro factor que dificulta la comunicación intercultural es la poca importancia que se le da a las diferencias culturales, manteniendo el comportamiento que usualmente se tiene, que sin el cuidado necesario puede ser mal interpretado y puede ser visto como una ofensa hacia la otra persona. Es necesario tener en cuenta las características de las otras culturas para evitar asperezas entre los interlocutores y evitar comportamientos irrespetuosos e intolerantes.
Sin embargo, no se debe confundir adaptar con adoptar porque se podría crear una nueva limitación en la comunicación intercultural. La adopción de las prácticas culturales con el objetivo de mejorar la comunicación, no serán siempre bien vistas, debido a que puede ser considerado como una falta de respeto e incluso muestra de hipocresía. Es por esta razón, que es mejor adaptarse en lugar de adoptar. Respeto es la idea esencial.

## Negociaciones basadas en la comunicación intercultural
Según Deborah Valentine, el conocimiento de la comunicación intercultural es de suma importancia para llevar a cabo negociaciones en el ámbito laboral. Es por ende que propone un proceso para tomar estas estrategias y convertirlas a su favor.

### Análisis del proceso de negociación
Para poder llevar a cabo un efectivo proceso de negociación a nivel internacional (es decir cuando estamos tratando con diferentes culturas, se recomienda seguir las siguientes recomendaciones: 
- Establecer objetivos: tener metas delimitadas ayudan a reducir el espacio de la negociación con el fin de llegar a un acuerdo. No obstante, se deben considerar aspectos como los tiempos y especificaciones que pueden ir cambiando o ser determinadas por la cultura de la otra parte.
- Escoger los miembros del equipo:l os aspectos a considerar dentro del equipo que va a llevar a cabo la negociación son: la posición jerárquica, la experiencia personal, el conocimiento, la imagen y que se compartan los valores entre las partes.
- Enfocarse en las necesidades: es importante tomar en consideración que no todas las culturas aprecian las mismas cosas. Para llevar una negociación efectiva es mejor conocer las necesidades de la contraparte.
- Escoger un traductor: es un factor que puede agregar valor a la negociación. Tener un traductor que no solo tenga experiencia en el idioma, pero también en la cultura puede ayudar en el proceso.
- Decidir tu posición: es importante considerar qué buscas en la negociación, si va a ser competitiva o colaborativa. Toma en cuenta que hay culturas que prefieren colaborar y otras que prefieren encarar a la otra parte.
- Considerar el tiempo: es importante conocer los horarios que maneja la contraparte al igual que considerar los aspectos de fechas, respecto a festividades o vacaciones. Hay culturas que ponen prioridad en ciertos asuntos que en una negociación.
- Interpretar las respuestas negativas: toma en cuenta que te toparás con negociadores que prefieren hesitar a decir “no” (especialmente en las culturas de bajo contexto). Las reacciones no verbales de la contraparte pueden dar más información que la comunicación verbal.
- Planifica hacer concesiones: siempre analiza cómo si la contraparte es inflexible o puede aceptar tus términos. Es importante siempre dar cabida a cierto nivel de concesión procurando no salir de tus necesidades y no descuidar las de la contraparte.